# Tinggir Nipasir
Tinggir Nipasir is een bestuurslaag in het regentschap Toba Samosir van de provincie Noord-Sumatra, Indonesië. Tinggir Nipasir telt 415 inwoners (volkstelling 2010).